# Гебхард I фон Зулцбах
Гебхард I фон Зулцбах (на немски: Gebhard II von Sulzbach; * сл. 1025; † ок. 1080 убит) от род Бабенберги, е граф на Зулцбах в Нордгау в Бавария.

## Произход
Той е вероятен син на херцог Херман IV († 1038), херцог на Швабия и чрез брак маркграф на Торино, и на съпругата му Аделхайд от Суза († 1091), маркграфиня на Торино, дъщеря на Оделрк Манфред II и Берта от Милано. Внук е на херцог Ернст I от Швабия и Гизела Швабска, която се омъжва за близкия си роднина император Конрад II. Баща му е полубрат на император Хайнрих III и на Матилда, първата съпруга или годеница на крал Анри I от Франция. Брат е вероятно на Рихвара фон Цулфрихгау († 1073), омъжена ок. 1032 г. за Бертхолд I фон Церинген, херцог на Каринтия, маркграф на Верона, и на Херман I († 1056), граф на Кастл, женен за Хазига от Дисен.
Гебхард I фон Зулцбах е прадядо на Гертруда фон Зулцбах, германска кралица, съпруга на крал Конрад III, и на императрица Берта фон Зулцбах, съпруга на византийския император Мануил I Комнин.

## Брак и потомство
∞ за Аделхайд (?) от Нордгау, дъщеря на Беренгер, граф на баварски Нордгау († пр. 1043), от която има:
- Аделхайд фон Зулцбах († ок. 1090), ∞ 1. за граф Хайнрих II, граф на Формбах († ок. 1070), 2. за граф Арнулф фон Дисен
- Беренгар фон Зулцбах († сл. 1085), граф на Айблинг
- Херман I фон Зулцбах († сл. 1108), граф на Пойген, ∞ за Аделхайд Австрийска, дъщеря на австрийския маркграф Ернст († 1075).
- Фридеруна фон Зулцбах , абатиса на Гайзсенфелд
- дъщеря фон Зулцбах , ∞ за Маркварт фон Лойхтенберг.
- Гебхард II фон Зулцбах (* ок. 1058; † ок. 1085), граф на Зулцбах, ∞ сл. август 1078 за графиня Ирмгард фон Рот († 1101)